# Lijst van brutoformules C16
Dit lemma is een onderdeel van de lijst van brutoformules met 16 koolstofatomen.

## C16H0
| Brutoformule                  | Naam      |
| ----------------------------- | --------- |
| {\displaystyle {\ce {C16S8}}} | Sulflower |

## C16H7
| Brutoformule                          | Naam                                                                     |
| ------------------------------------- | ------------------------------------------------------------------------ |
| {\displaystyle {\ce {C16H7Na3O10S3}}} | Pyranine ~ IUPAC: trinatriumzout van 8-hydroxy-1,3,6-pyreentrisulfonzuur |

## C16H8
| Brutoformule                           | Naam          |
| -------------------------------------- | ------------- |
| {\displaystyle {\ce {C16H8Br2N2O2}}}   | Purper        |
| {\displaystyle {\ce {C16H8Cl2F6N2O3}}} | Hexaflumuron  |
| {\displaystyle {\ce {C16H8N2Na2O8S2}}} | Indigokarmijn |

## C16H9
| Brutoformule                           | Naam                                                                                        |
| -------------------------------------- | ------------------------------------------------------------------------------------------- |
| {\displaystyle {\ce {C16H9NO6}}}       | Aristolochiazuur II ~ een van de twee vormen van aristolochiazuur                           |
| {\displaystyle {\ce {C16H9N4Na3O9S2}}} | Tartrazine ~ Ook wel: Acid Yellow 23, Amarillo, CI19140, FD&C Yellow 5, E102, Food Yellow 4 |

## C16H10
| Brutoformule                               | Naam |
| ------------------------------------------ | --- |
| {\displaystyle {\ce {C16H10}}}             | Fluoranteen                                                                                             |
| {\displaystyle {\ce {C16H10}}}             | Pyreen ~ als aromatische verbinding                                                                     |
| {\displaystyle {\ce {C16H10Cl2N4Na2O7S2}}} | Geel 2G ~ Ook wel: Acid Yellow 17, Food Yellow 5, CI18965, E107, lisaminegeel                           |
| {\displaystyle {\ce {C16H10N2Na2O7S2}}}    | Zonnegeel FCF ~ IUPAC: Dinatrium-2-hydroxy-1-(4-sulfonatofenylazo)naftaleen-6-sulfonaat ~ Ook wel: E110 |
| {\displaystyle {\ce {C16H10N2O2}}}         | Indigo                                                                                                  |
| {\displaystyle {\ce {C15H10O7}}}           | Wedelolacton ~ als coumestaan                                                                           |
| {\displaystyle {\ce {C16H10O10S3}}}        | 8-hydroxy-1,3,6-pyreentrisulfonzuur ~ in pyranine                                                       |

## C16H11
| Brutoformule                           | Naam                                                 |
| -------------------------------------- | ---------------------------------------------------- |
| {\displaystyle {\ce {C16H11ClK2N2O4}}} | Dikaliumclorazepinaat ~ derivaat van clorazepinezuur |

## C16H12
| Brutoformule                          | Naam                                                |
| ------------------------------------- | --------------------------------------------------- |
| {\displaystyle {\ce {C16H12Cl2N2O2}}} | Lormetazepam                                        |
| {\displaystyle {\ce {C16H12O2}}}      | 2-ethylanthrachinon ~ in synthese waterstofperoxide |
| {\displaystyle {\ce {C16H12N2O}}}     | Sudan I ~ Ook wel: 1-fenylazo-2-naftol              |
| {\displaystyle {\ce {C16H12O4}}}      | Formononetine                                       |
| {\displaystyle {\ce {C16H12O7}}}      | Rhamnetine ~ als Schijtgeel                         |

## C16H13
| Brutoformule                         | Naam                          |
| ------------------------------------ | ----------------------------- |
| {\displaystyle {\ce {C16H13ClN2O}}}  | Diazepam ~ als benzodiazepine |
| {\displaystyle {\ce {C16H13ClN2O2}}} | Clobazam                      |
| {\displaystyle {\ce {C16H13ClN2O2}}} | Temazepam                     |
| {\displaystyle {\ce {C16H13ClN2O4}}} | Clorazepinezuur               |
| {\displaystyle {\ce {C16H13ClN3O}}}  | Chloordiazepoxide             |
| {\displaystyle {\ce {C16H13F2N3O}}}  | Flutriafol                    |
| {\displaystyle {\ce {C16H13N}}}      | N-2-naftylaniline             |
| {\displaystyle {\ce {C16H13N3O3}}}   | Mebendazol                    |

## C16H14
| Brutoformule                          | Naam                                                             |
| ------------------------------------- | ---------------------------------------------------------------- |
| {\displaystyle {\ce {C16H14Cl2O3}}}   | Chloorbenzilaat                                                  |
| {\displaystyle {\ce {C16H14CoN2O2}}}  | Salcomine, complex van kobalt met salen                          |
| {\displaystyle {\ce {C16H14F3N3O2S}}} | Lansoprazol                                                      |
| {\displaystyle {\ce {C16H14F3N5O}}}   | Voriconazol                                                      |
| {\displaystyle {\ce {C16H14N2O}}}     | Methaqualon                                                      |
| {\displaystyle {\ce {C16H14O2}}}      | 2-Ethyl-9,10-dihydroxyanthraceen ~ in synthese waterstofperoxide |
| {\displaystyle {\ce {C16H14O3}}}      | 2-(3-Benzoylfenyl)propionzuur ~ als ketoprofen                   |
| {\displaystyle {\ce {C16H14O5}}}      | Braziel                                                          |

## C16H15
| Brutoformule                          | Naam                                      |
| ------------------------------------- | ----------------------------------------- |
| {\displaystyle {\ce {C16H15ClN2OS}}}  | Clotiazepam                               |
| {\displaystyle {\ce {C16H15F2N3O4S}}} | Pantoprazol                               |
| {\displaystyle {\ce {C16H15F6N5O}}}   | Sitagliptine                              |
| {\displaystyle {\ce {C16H15N5}}}      | DAPI IUPAC: 4',6-diamidino-2-phenylindole |

## C16H16
| Brutoformule                          | Naam |
| ------------------------------------- | --- |
| {\displaystyle {\ce {C16H16}}}        | 16-annuleen ~ als annuleen                                                                               |
| {\displaystyle {\ce {C16H16ClNO2S}}}  | Clopidogrel                                                                                              |
| {\displaystyle {\ce {C16H16ClNO3}}}   | fenoldopam ~ als Benzazepine                                                                             |
| {\displaystyle {\ce {C16H16ClN3O3S}}} | Indapamide                                                                                               |
| {\displaystyle {\ce {C16H16N2O2}}}    | Salen |
| {\displaystyle {\ce {C16H16N2O4}}}    | Desmedifam                                                                                               |
| {\displaystyle {\ce {C16H16N2O4}}}    | Fenmedifam                                                                                               |
| {\displaystyle {\ce {C16H16N4}}}      | Imiquimod                                                                                                |
| {\displaystyle {\ce {C16H16N4O8S}}}   | Cefuroxim                                                                                                |
| {\displaystyle {\ce {C16H16O3}}}      | Pterostilbeen                                                                                            |
| {\displaystyle {\ce {C16H16O5}}}      | 10-Methoxyyangonine ~ als Kavalacton                                                                     |
| {\displaystyle {\ce {C16H16O5}}}      | 11-Methoxyyangonine ~ als Kavalacton                                                                     |
| {\displaystyle {\ce {C16H16U}}}       | Uranoceen ~ Formule: {\displaystyle {\ce {U(C8H8)2}}}, {\displaystyle {\ce {U(II)(cyclooctatetraeen)2}}} |

## C16H17
| Brutoformule                        | Naam |
| ----------------------------------- | --- |
| {\displaystyle {\ce {C16H17BrN2}}}  | Zimelidine |
| {\displaystyle {\ce {C16H17NO}}}    | Difenamide ~ Formule: {\displaystyle {\ce {(C6H5)2CHC(O)N(CH3)2}}} ~ IUPAC: N,N-dimethyl-2,2-difenylaceetamide         |
| {\displaystyle {\ce {C16H17NO4}}}   | Lycorine ~ IUPAC: 1,2,4,5,12b,12c-hexahydro-7H-[1,3]dioxolo[4,5-j]pyrrolo[3,2,1-de]fenanthridine-1,2-diol ~ in planten |
| {\displaystyle {\ce {C16H17N3O}}}   | Ergine |
| {\displaystyle {\ce {C16H17N3O4S}}} | Cefalexine |

## C16H18
| Brutoformule                        | Naam                                      |
| ----------------------------------- | ----------------------------------------- |
| {\displaystyle {\ce {C16H18ClN3S}}} | Methyleenblauw                            |
| {\displaystyle {\ce {C16H18N2O4S}}} | Benzylpenicilline                         |
| {\displaystyle {\ce {C16H18O2}}}    | Bisfenol B 2,2-Bis(4-hydroxyfenyl)-butaan |
| {\displaystyle {\ce {C16H18O9}}}    | Chlorogeenzuur                            |

## C16H19
| Brutoformule                        | Naam                               |
| ----------------------------------- | ---------------------------------- |
| {\displaystyle {\ce {C16H19NO4}}}   | Benzoylecgonine ~ Ook wel: Cocaïne |
| {\displaystyle {\ce {C16H19N3O5S}}} | Amoxicilline                       |

## C16H20
| Brutoformule                         | Naam         |
| ------------------------------------ | ------------ |
| {\displaystyle {\ce {C16H20F3N3OS}}} | Penthiopyrad |
| {\displaystyle {\ce {C16H20N2}}}     | Benzathine   |

## C16H21
| Brutoformule                          | Naam                      |
| ------------------------------------- | ------------------------- |
| {\displaystyle {\ce {C16H21NO2}}}     | Propranolol               |
| {\displaystyle {\ce {C16H21Cl2N3O2}}} | Bendamustine              |
| {\displaystyle {\ce {C16H21NO2}}}     | Ramelteon                 |
| {\displaystyle {\ce {C16H21NO3}}}     | Homatropine               |
| {\displaystyle {\ce {C16H21NO3}}}     | Hyoscyamine               |
| {\displaystyle {\ce {C16H21NO3}}}     | Methyleendioxypyrovaleron |
| {\displaystyle {\ce {C16H21NO4}}}     | Cocaïne                   |
| {\displaystyle {\ce {C16H21N3}}}      | Tripelennamine            |

## C16H22
| Brutoformule                        | Naam |
| ----------------------------------- | --- |
| {\displaystyle {\ce {C16H22ClNO2}}} | Pethoxamide |
| {\displaystyle {\ce {C16H22ClN3O}}} | Tebuconazool |
| {\displaystyle {\ce {C16H22N3OS}}}  | Buprofezine |
| {\displaystyle {\ce {C16H22N6O4}}}  | Thyreotropinevrijmakend hormoon |
| {\displaystyle {\ce {C16H22O3}}}    | Homosalaat ~ IUPAC: 3,3,5-Trimethylcyclohexyl 2-hydroxybenzoaat ~ Ook wel: homomenthylsalicylaat; 3,3,5-trimethylcyclohexylsalicylaat ; eusolex ; heliopan ; heliofaan |
| {\displaystyle {\ce {C16H22O4}}}    | Dibutylftalaat ~ International Chemical Safety Card: 0036 ~ Ook wel: DBP                                                                                               |
| {\displaystyle {\ce {C16H22O4}}}    | Di-isobutylftalaat |

## C16H23
| Brutoformule | Naam |
| ------------ | ---- |
|              |      |

## C16H24
| Brutoformule                        | Naam |
| ----------------------------------- | --- |
| {\displaystyle {\ce {C16H24N2}}}    | N,N-Dipropyltryptamine ~ als tryptaminedrivaat                                                                      |
| {\displaystyle {\ce {C16H24N2}}}    | N,N-Di-iso-propyltryptamine ~ als tryptaminedrivaat                                                                 |
| {\displaystyle {\ce {C16H24N2}}}    | Xylometazoline |
| {\displaystyle {\ce {C16H24N2O}}}   | Oxymetazoline |
| {\displaystyle {\ce {C16H24N2O3}}}  | Carteolol |
| {\displaystyle {\ce {C16H24N10O4}}} | Aminofylline ~ IUPAC: 1,3-dimethyl-7H-purine-2,6-dion; ethaan-1,2-diamine ~ zout van ethyleendiamine en theofylline |

## C16H25
| Brutoformule                      | Naam     |
| --------------------------------- | -------- |
| {\displaystyle {\ce {C16H25NO2}}} | Tramadol |

## C16H26
| Brutoformule                        | Naam                                  |
| ----------------------------------- | ------------------------------------- |
| {\displaystyle {\ce {C16H26}}}      | 2,6-Di-iso-propylnaftaleen            |
| {\displaystyle {\ce {C16H26B2}}}    | dimeer van 9-Borabicyclo(3.3.1)nonaan |
| {\displaystyle {\ce {C16H26N2O5S}}} | Cilastatine                           |
| {\displaystyle {\ce {C16H26O7}}}    | Picrocrocine                          |

## C16H28
| Brutoformule                       | Naam                           |
| ---------------------------------- | ------------------------------ |
| {\displaystyle {\ce {C16H28N2O4}}} | Oseltamivir ~ Ook wel: Tamiflu |
| {\displaystyle {\ce {C16H28O2}}}   | Rescalure                      |

## C16H29
| Brutoformule                     | Naam                                  |
| -------------------------------- | ------------------------------------- |
| {\displaystyle {\ce {C16H29NO}}} | pumiliotoxin 251D ~ als pumiliotoxine |

## C16H30
| Brutoformule                     | Naam                              |
| -------------------------------- | --------------------------------- |
| {\displaystyle {\ce {C16H30O}}}  | Muskon                            |
| {\displaystyle {\ce {C16H30O2}}} | Palmitoleïnezuur ~ Ook wel: C16:1 |

## C16H31
| Brutoformule                       | Naam                                   |
| ---------------------------------- | -------------------------------------- |
| {\displaystyle {\ce {C16H31AlO5}}} | Hydroxylaluminiumbis(2-ethylhexanoaat) |

## C16H32
| Brutoformule                     | Naam                                                                            |
| -------------------------------- | ------------------------------------------------------------------------------- |
| {\displaystyle {\ce {C16H32O}}}  | Z-Hexadec-9-en-1-ol ~ als Vetalcohol                                            |
| {\displaystyle {\ce {C16H32O2}}} | Palmitinezuur ~ IUPAC: hexadecaanzuur ~ als verzadigd vetzuur ~ in lijnzaadolie |

## C16H33
| Brutoformule                        | Naam |
| ----------------------------------- | --- |
| {\displaystyle {\ce {C16H33NO2}}}   | Delmopinol |
| {\displaystyle {\ce {C16H33NaO5S}}} | Natrium-(2-(2-Dodecyloxyethyl)ethylsulfaat) ~ als Natriumlaurylethersulfaat ~ Ook wel: NatriumLaureth-2-sulfaat |

## C16H34
| Brutoformule                    | Naam                                               |
| ------------------------------- | -------------------------------------------------- |
| {\displaystyle {\ce {C16H34}}}  | Hexadecaan ~ Ook wel cetaan                        |
| {\displaystyle {\ce {C16H34}}}  | Isocetaan ~ IUPAC: 2,2,4,4,6,8,8-heptamethylnonaan |
| {\displaystyle {\ce {C16H34O}}} | Hexadecanol                                        |
| {\displaystyle {\ce {C16H34S}}} | 1-hexadecaanthiol                                  |

## C16H36
| Brutoformule                     | Naam                                                                                       |
| -------------------------------- | ------------------------------------------------------------------------------------------ |
| {\displaystyle {\ce {C16H36FN}}} | Tetra-n-butylammoniumfluoride ~ Formule: {\displaystyle {\ce {(C4H9)4NF}}} ~ Ook wel: TBAF |
| {\displaystyle {\ce {C16H36Sn}}} | Tetrabutyltin ~ als organotinverbinding                                                    |

## C16H38
| Brutoformule                      | Naam                        |
| --------------------------------- | --------------------------- |
| {\displaystyle {\ce {C16H38Al2}}} | Di-isobutylaluminiumhydride |